# Seleção Argentina de Futebol de Areia
A Seleção Argentina de Futebol de Areia representa a Argentina em competições internacionais e tem como unidade organizadora a Associação do Futebol Argentino (AFA). A seleção argentina participou de 16 das 19 Copas do Mundo disputadas até hoje, tendo como melhor resultado um 3º lugar conquistado na edição de 2001.

## Melhores Classificações
- Copa do Mundo de Futebol de Areia - 3º Lugar em 2001
- Copa América de Futebol de Areia - Vice-Campeão em 2014